# 灣仔運動場

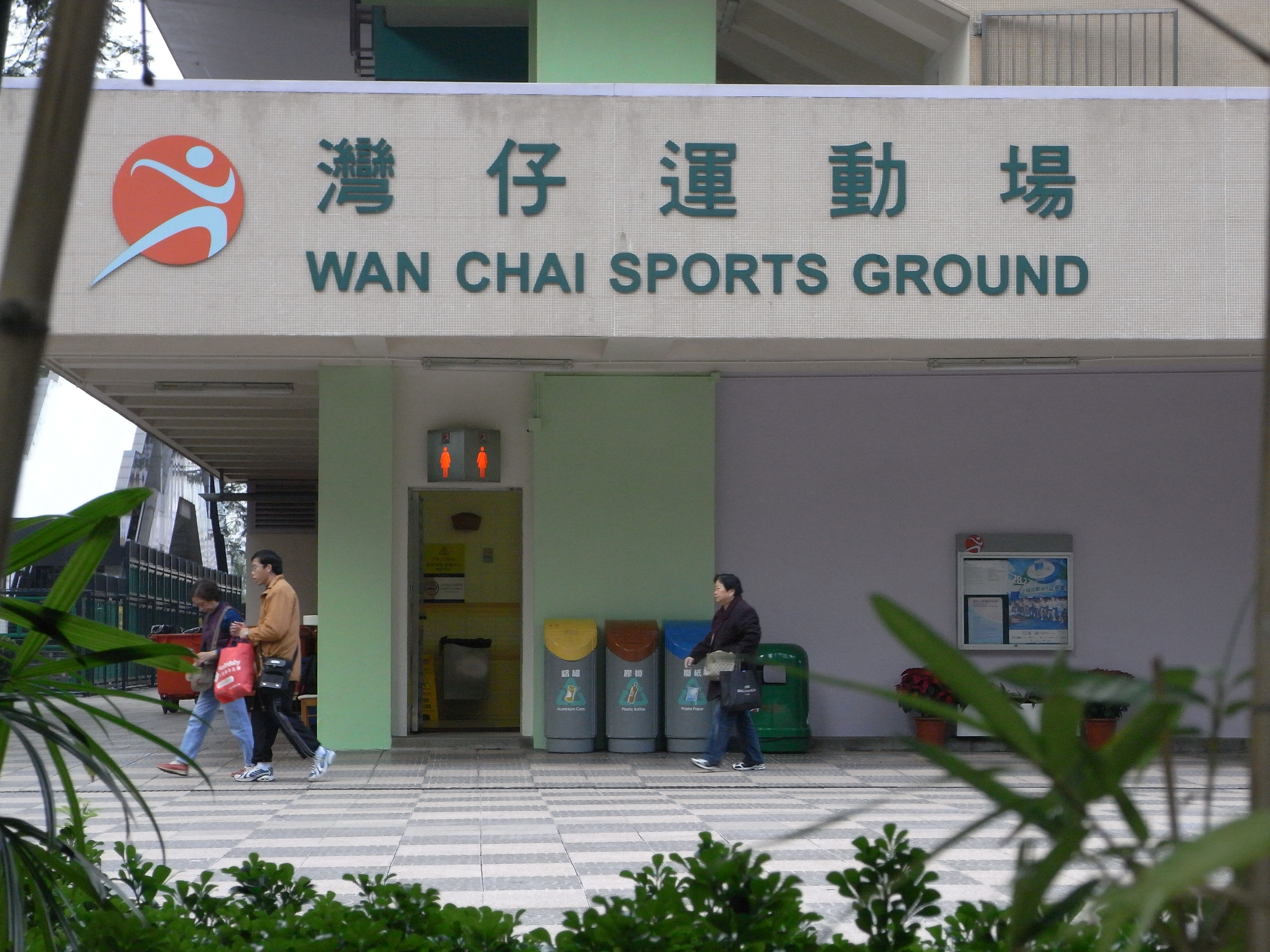
灣仔運動場

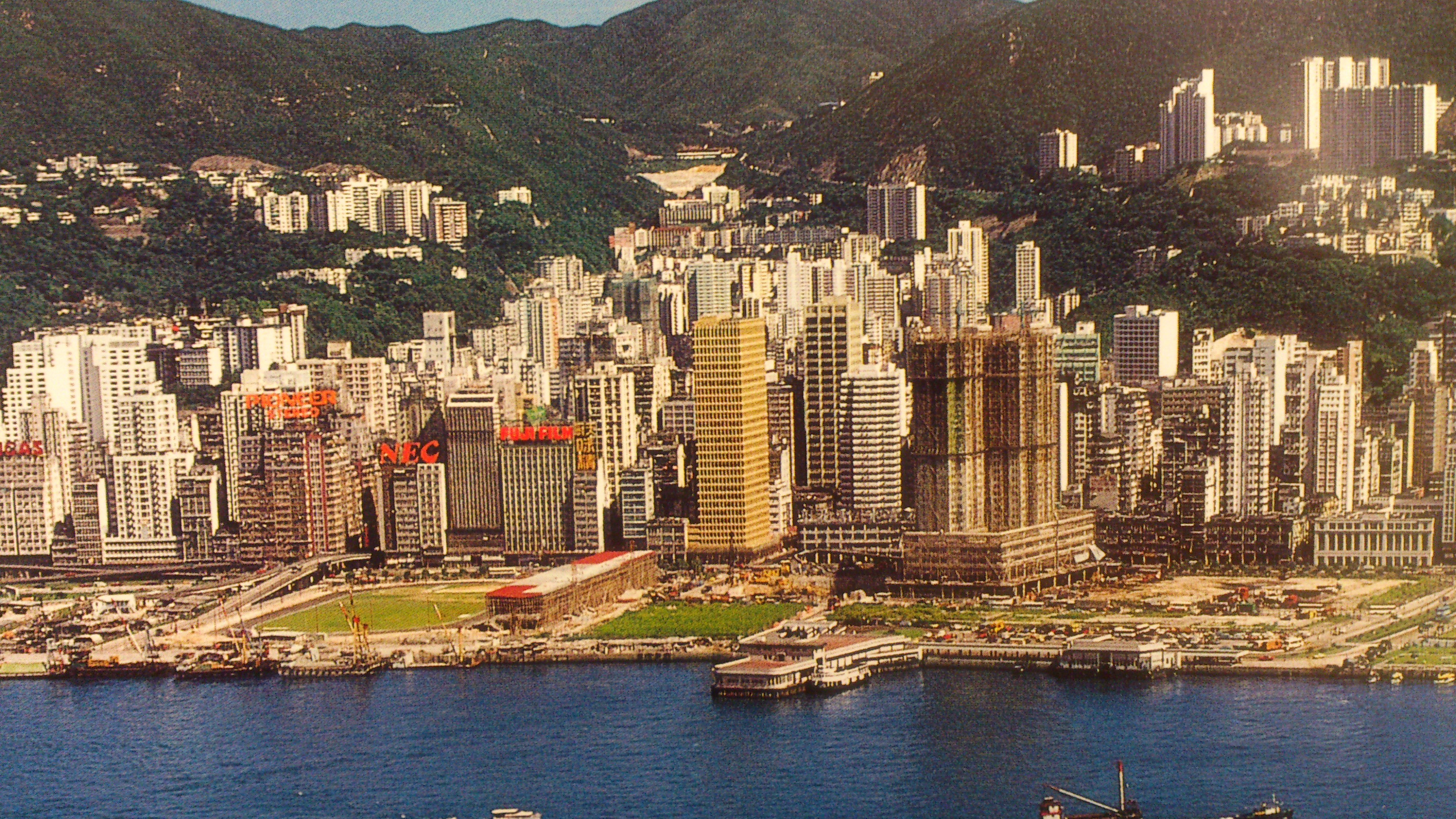
1970年代運動場位處海徬 （左下橢圓草坪）

灣仔運動場位於香港香港島灣仔北海傍，毗鄰新鴻基中心，佔地2.7公頃，設有3,000座席位，1979年年底啟用，由康樂及文化事務署管理。場地設施只供體育總會或學校等團體租用，不設公眾緩步跑時間。

## 設施
灣仔運動場有一條8線400米的全天候綜合跑道，符合国际田径联合会標準，使用13毫米厚合成纖維物，是香港首條花呢格紋跑道。運動埸設有一個真草球場，供田賽及足球比賽使用。大燈是450勒克斯光，設有國際標準電子計時器及終點拍攝儀器等相關設備供予競賽用途。
2007年至2012年，灣仔運動場使用率達100%，租用此處舉辦運動會的必須是田徑成績最優秀的首25間學校，提早半年申請，並且需要抽籤候選。
為配合興建沙田至中環綫南北走廊會展站，北面部分看台需要拆卸騰出空間建造車站，受影響看台臨時重建於運動場內其他位置，工程完成後在原址重建。

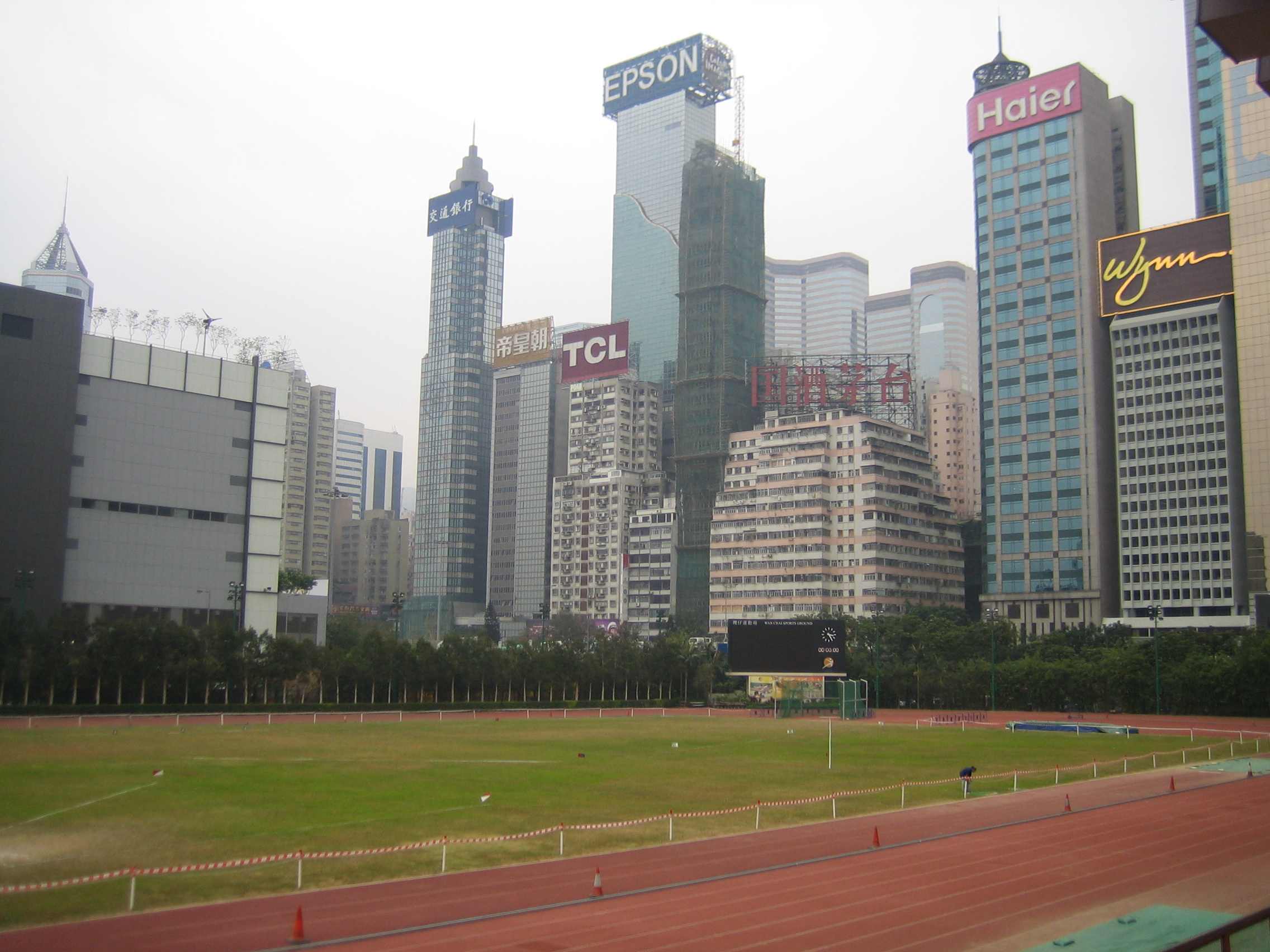
跑道
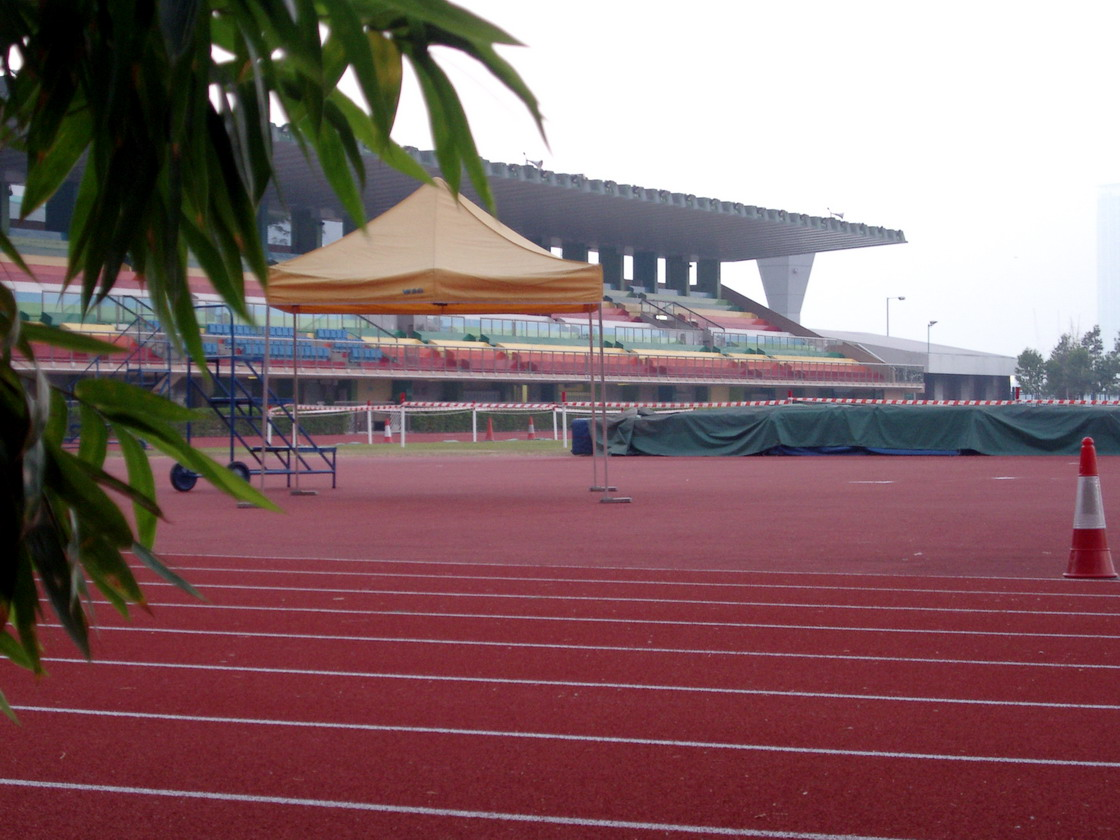
運動場看台
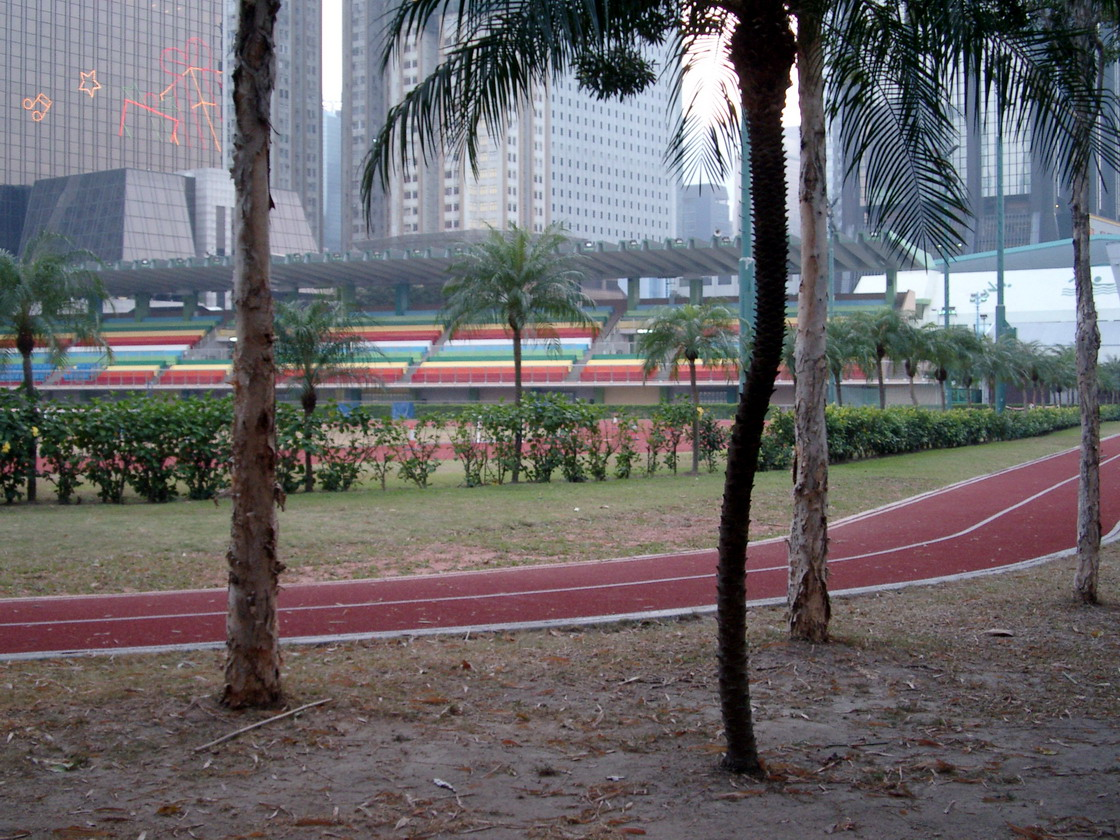
灣仔運動場的緩步跑跑道

## 活動

### 體育活動
灣仔運動場是香港最主要的田徑比賽場地之一，主要比賽包括由香港業餘田徑總會主辦的香港田徑聯賽總決賽、香港田徑公開賽及香港國際田徑邀請賽。

### 其他活動
1996年，距離香港主權移交僅一年，大批市民爭相到灣仔人民入境事務處總部排隊申領英國國民（海外）護照，入境處為疏導人潮，特別向市政局借用灣仔運動場，供市民作等候用途，期間疑有市民因為排隊秩序問題爭執，繼而大打出手。
世界貿易組織香港部長級會議於2005年12月13日至18日在香港舉辦期間，民間監察世貿聯盟表示不接受香港政府建議以修頓球場為示威場地，因為修頓球場完全看不見舉辦會議的香港會議展覽中心。及後，灣仔運動場及附近的灣仔貨物裝卸區被初步選擇為逾10,000名反對世貿的示威者的示威範圍。灣仔運動場職員表示恐怕示威者會破壞運動場內的設施，此可能令到很多學校不能夠使用運動場舉行陸上運動會。最後灣仔貨物裝卸區成為了最終的示威範圍。

## 搬遷爭議
2008年，有業界支持將灣仔運動場搬走，用作擴建會議展覽中心第3期，但遭到部分居民、港島區學校、以至體育界反對。其後灣仔區議會極力否決，認為灣仔交通將無法負荷。
2012年11月9日，民政事務局局長曾德成表示，初步考慮當啟德體育城於2019年啟用後，香港大球場將會改變用途，以取代灣仔運動場，主力成為香港島居民及學校的陸上運動會主要舉辦場地。
2017年1月18日，行政長官梁振英在立法會發表任內最後一份施政報告，公布灣仔運動場最快會在2019年進行綜合發展，用作會展用途，以及其他「潮玩和新穎的康樂及體育運動設施」和當區所需社區設施，務求地盡其用。包括室內3人足球、泡泡足球、室內滑冰等。大部分焦點賽事將移去啟德體育園舉辦。
有運動界人士表示對此感愕然。曾出征2016年里約熱內盧奧運、保持香港多項長跑賽事紀錄的姚潔貞認為該處地理、交通位置方便完成訓練，個人成長回憶及比賽記錄都在該場地發生，如學界田徑、渣打馬拉松等傳統賽事。不明白為何會展需要這麼大的土地。
在灣仔運動場參加學校運動會的中四學生認為，運動場多年來一直為學界的田徑比賽提供場地，加上政府工程需時多時，會對運動員帶來很大影響。相比香港大球場，他較熟悉及較喜愛灣仔運動場，因交通更便利。
林鄭月娥接任行政長官後，其首份施政報告即提出拆卸灣仔3座政府大樓（灣仔政府大樓、稅務大樓及入境事務大樓）和港灣消防局以興建會展第3期，使灣仔運動場搬遷的可能性降低。

## 另見
- 港灣道體育館
- 灣仔游泳池

## 外部連結
- 康樂及文化事務署有關灣仔區運動場的網頁 （页面存档备份，存于）